# بيني موريل
بيني موريل (بالإنجليزية: Penny Morrell)‏ هي ممثلة بريطانية، ولدت في 4 فبراير 1938، وتوفيت في 3 يناير 2020.

## وصلات خارجية
- بيني موريل على موقع IMDb (الإنجليزية)
- بيني موريل على موقع قاعدة بيانات الفيلم (الإنجليزية)